# Монтиньи-Морне-Вильнёв-сюр-Венжан
Монтиньи́-Морне́-Вильнёв-сюр-Венжа́н (фр. Montigny-Mornay-Villeneuve-sur-Vingeanne) — коммуна во Франции, находится в регионе Бургундия. Департамент коммуны — Кот-д’Ор. Входит в состав кантона Фонтен-Франсез. Округ коммуны — Дижон.
Код INSEE коммуны — 21433.

## Население
Население коммуны на 2010 год составляло 373 человека.
| 1962 | 1968 | 1975 | 1982 | 1990 | 1999 | 2010 |
| ---- | ---- | ---- | ---- | ---- | ---- | ---- |
| 356  | 236  | 324  | 278  | 312  | 358  | 373  |

## Экономика
В 2010 году среди 230 человек трудоспособного возраста (15—64 лет) 158 были экономически активными, 72 — неактивными (показатель активности — 68,7 %, в 1999 году было 69,2 %). Из 158 активных жителей работали 144 человека (82 мужчины и 62 женщины), безработных было 14 (8 мужчин и 6 женщин). Среди 72 неактивных 10 человек были учениками или студентами, 36 — пенсионерами, 26 были неактивными по другим причинам.